# André Gide

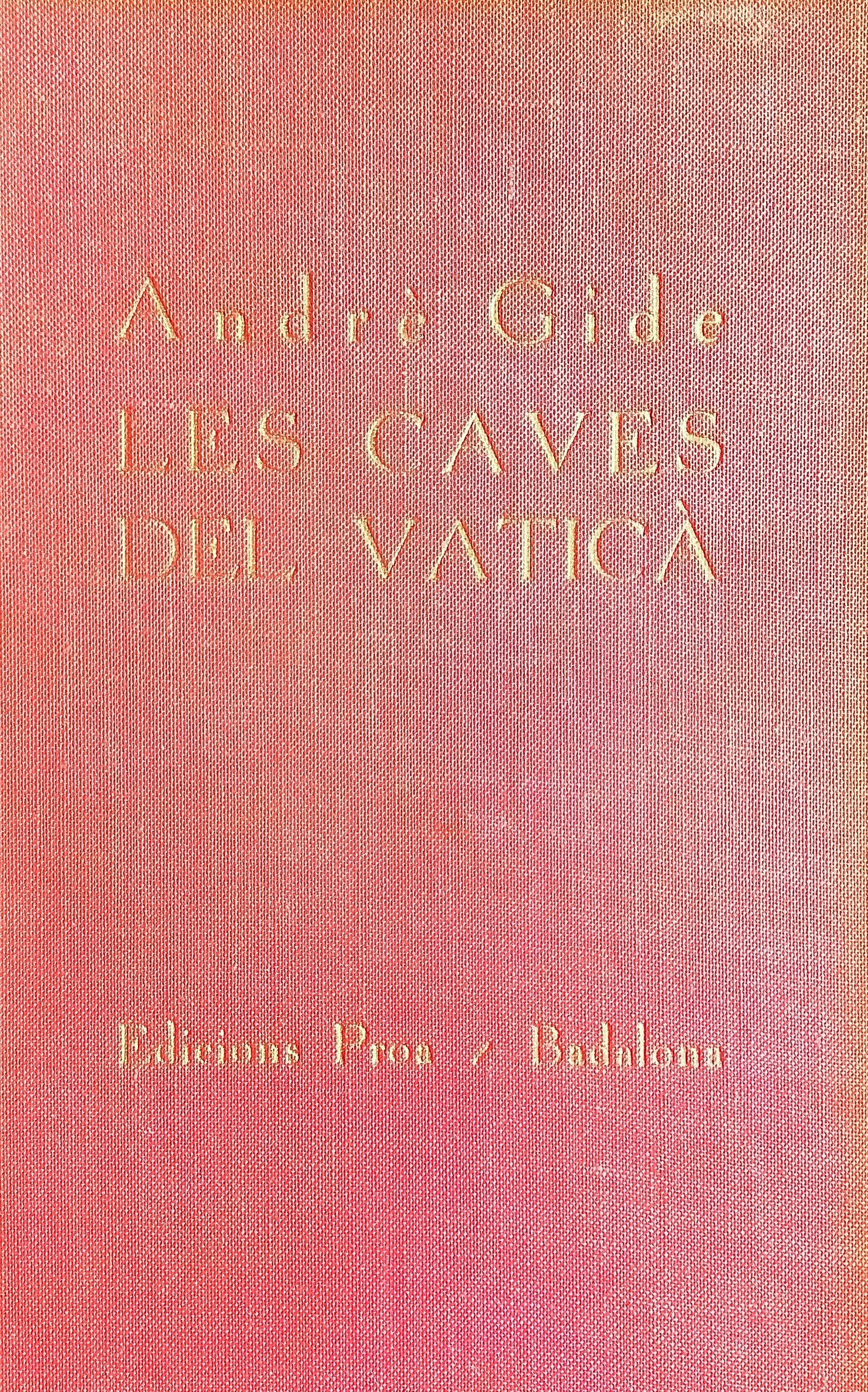
Les Caves del Vaticà (Les Caves du Vatican) d'André Gide en una traducció catalana de Miquel Llor publicada a Badalona l'any 1930

André Paul Guillaume Gide (París, 22 de novembre del 1869 - París, 19 de febrer del 1951) fou un escriptor francès, defensor dels drets dels homosexuals, guardonat amb el Premi Nobel de Literatura l'any 1947. Amb ferma voluntat de llibertat i franquesa i enfrontat a les convencions morals i puritanes, la seua obra s'articula al voltant de la recerca permanent de l'honestedat intel·lectual. Com ser plenament un mateix, fins a assumir la seua diferència sexual, sense renunciar als propis valors. Aquest podria ser el repte de l'escriptura gidiana i la raó de la seua importància a la primera meitat del segle xx.

## Biografia

### Primers anys de vida

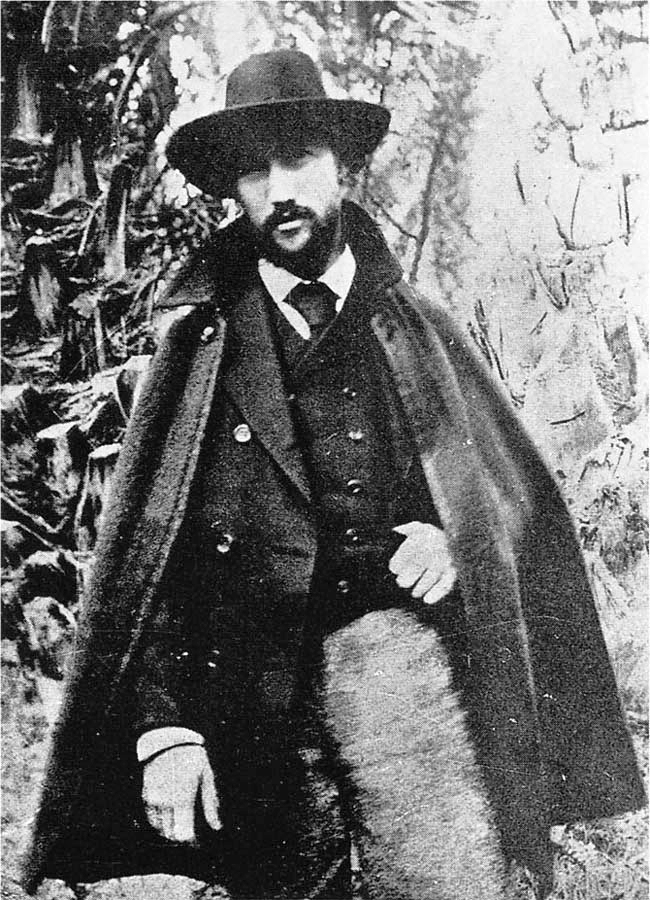
Gide el 1893

Gide va néixer a París el 22 de novembre de 1869 en una família protestant de classe mitjana. El seu pare Jean Paul Guillaume Gide era professor de dret a la Universitat de París; va morir l'any 1880, quan el nen tenia onze anys. La seva mare era Juliette Maria Rondeaux. El seu oncle era l'economista polític Charles Gide. La seva família paterna fa remuntar les seves arrels a Itàlia. Els ancestrals Guidos s'havien traslladat a França i altres països occidentals i del nord d'Europa després de convertir-se al protestantisme durant el segle xvi i d'enfrontar-se a la persecució a la Itàlia catòlica.
Gide es va criar molt aïllat a Normandia. Es va convertir en un escriptor prolífic de ben jove, publicant la seva primera novel·la Les Cahiers d'André Walter, el 1891, als vint-i-un anys.
El 1893 i el 1894, Gide va viatjar pel nord d'Àfrica. Allà va arribar a acceptar la seva atracció pels nens i els joves.
| « | ...però quan Ali, aquest era el nom del meu petit guia, em va portar entre els turons de sorra, malgrat el cansament). de caminar per la sorra, el vaig seguir aviat arribem a una mena d'embut o cràter, la vora del qual era prou alt per dominar el país dels voltants.Tan bon punt vam arribar-hi, Ali va llançar l'abric i la catifa; sobre la sorra inclinada, també es va tirar avall, i es va estirar d'esquena... Jo no era tan tonto com per entendre malament la seva invitació..Vaig agafar la mà que em va allargar i el vaig fer caure sobre el terra | » |

Gide es va fer amic del dramaturg irlandès Oscar Wilde a París, on aquest últim exiliat. El 1895 els dos homes es van trobar a Alger. Wilde va tenir la impressió que havia introduït a Gide en l'homosexualitat, però Gide havia descobert l'homosexualitat pel seu compte.
| « | «He de dir que si Wilde hagués començat a descobrir-me els secrets de la seva vida, encara no en sabia res; M'havia preocupat de no donar-li cap indici d'ells, ni de fet ni de paraula... Sens dubte, des de la meva aventura a Sousse, l'Adversari no li quedava molt per fer per completar la seva victòria sobre mi; però Wilde no sabia això, ni que jo havia estat vençut per endavant o, si voleu... que ja havia triomfat en la meva imaginació i en els meus pensaments sobre tots els meus escrúpols.» | » |

### Joventut
| « | André Gide va estar a Anglaterra durant la guerra... Va venir a quedar-se amb nosaltres una estona, i va portar amb ell un nebot jove, l'anglès del qual era millor que el seu. El nen es va fer amic del meu fill John, mentre en Gide i jo vam parlar de tot sota el sol. Una vegada més em vaig delectar amb l'abast i la subtilesa de la intel·ligència d'un francès; i em vaig penedir de la meva llarga separació de França. Ningú va entendre l'art més profundament que Gide, la visió de la vida de ningú era més penetrant... Gide tenia un aspecte mig satànic, mig monjo; feia pensar en els retrats de Baudelaire. També hi havia alguna cosa exòtica en ell. Apareixia amb un armilla vermella, jaqueta de vellut negre i pantalons de color beix i, en lloc de coll i corbata, una bufanda sense nusos... El cor de l'home no guardava cap secret per a Gide. Hi havia poca cosa que no entenia ni discutia. Va patir, com jo, el desterrament de la veritat, un dels símptomes angoixants de la guerra. Els alemanys no eren tots negres, ni els aliats tots blancs, per a Gide. | » |

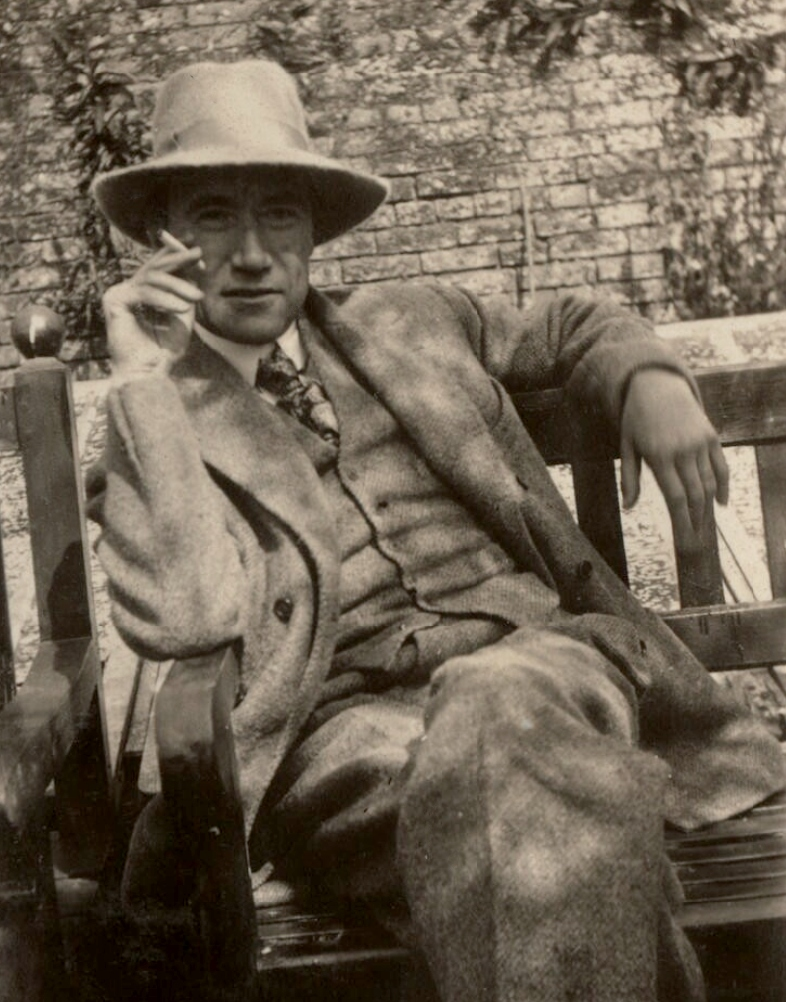
Gide fotografiat per Ottoline Morrell l'any 1924.

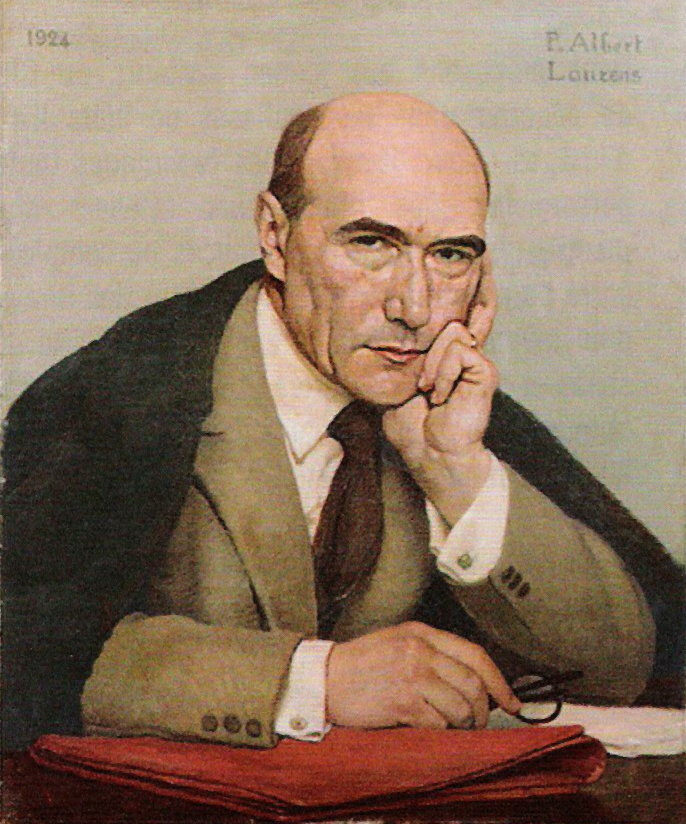
André Gide de Paul Albert Laurens (1924)

El 1895, després de la mort de la seva mare, Gide es va casar amb la seva cosina Madeleine Rondeaux, però el matrimoni no es va consumar. El 1896, va ser elegit alcalde de La Roque-Baignard, comuna de Normandia.
El 1901, Gide va llogar la propietat Maderia a la badia de St. Brélade i hi va viure mentre residia a l'illa de Jersey. Aquest període, 1901-1907, es considera habitualment un moment d'apatia i agitació per a ell.
El 1908, Gide va ajudar a fundar la revista literària Nouvelle Revue Française.

### Maduresa
Durant la Primera Guerra Mundial, Gide va visitar Anglaterra. Un dels seus amics allà era l'artista William Rothenstein. Rothenstein va descriure la visita de Gide a la seva casa de Gloucestershire a la seva autobiografia:
El 1916, Gide tenia uns 47 anys quan va prendre com a amant Marc Allégret, de 15 anys. Marc va ser un dels cinc fills d’Élie Allégret i la seva dona. Gide s'havia fet amic del gran Allégret durant els seus propis anys d'escola quan la mare de Gide havia contractat Allégret com a tutor del seu fill. Élie Allégret havia estat el padriner del casament de Gide. Després que Gide va fugir amb Marc a Londres, la seva dona Madeleine va cremar tota la seva correspondència en represàlia: la millor part de mi, va comentar Gide més tard.
El 1918, Gide va conèixer i va fer amistat amb Dorothy Bussy; van ser amics durant més de 30 anys, i ella va traduir moltes de les seves obres a l'anglès.
Gide també es va fer amic íntim del crític Charles Du Bos. Junts van formar part del Foyer Franco-Belge, en la qual cosa van treballar per trobar feina, menjar i habitatge per als refugiats francobelgues que van arribar a París després de la invasió alemanya de Bèlgica de 1914. La seva amistat va decaure més tard, a causa de la percepció de Du Bos que Gide havia desautoritzat o traït la seva fe espiritual, en contrast amb el propi retorn a la fe de Du Bos. 
L'assaig de Du Bos Dialogue avec André Gide es va publicar el 1929. L'assaig, informat per les conviccions catòliques de Du Bos, va condemnar l'homosexualitat de Gide. L'amic comú de Gide i Du Bos, Ernst Robert Curtius, va criticar el llibre en una carta a Gide, escrivint que «ell [Du Bos] et jutja segons la moral catòlica n'hi ha prou per descuidar la seva completa acusació. Només pot tocar aquells que pensen com ell i són convençut per endavant, ha abdicat de la seva llibertat intel·lectual».
A la dècada del 1920, Gide es va convertir en una inspiració per a escriptors com Albert Camus i Jean-Paul Sartre. El 1923 va publicar un llibre sobre Fiódor Dostoievski. Quan va defensar l'homosexualitat a l'edició pública de Corydon (1924), va rebre una condemna generalitzada. Més tard va considerar aquesta la seva obra més important.
El 1923, Gide va engendrar una filla, Catherine, d’Elisabeth van Rysselberghe, una dona molt més jove. La coneixia des de feia temps, ja que era filla dels seus amics Maria Monnom i Théo van Rysselberghe, un pintor neoimpressionista belga. Això va provocar l'única crisi en la llarga relació entre Allégret i Gide, i va danyar la seva amistat amb van Rysselberghe. Aquesta va ser possiblement l'única relació sexual de Gide amb una dona, i va ser breu fins l'extrem. Catherine era la seva única descendència de sang. Li agradava anomenar Elisabeth La Dame Blanche.
Finalment, Elisabeth va deixar el seu marit per traslladar-se a París i gestionar els aspectes pràctics de la vida de Gide (havien construït apartaments contigus a la rue Vavin). Ella l'adorava, però evidentment ja no tenien cap relació sexual.
El 1924 va publicar una autobiografia Si le grain ne meurt. El mateix any, va produir les primeres edicions en francès de Heart of Darkness i Lord Jim de Joseph Conrad.
Després de 1925, Gide va començar a fer campanya per condicions més humanes per als criminals condemnats.

## Anys 1930 i 1940
El 1930 Gide va publicar un llibre sobre el cas Blanche Monnier titulat La Séquestrée de Poitiers, canviant poc més que els noms dels protagonistes. Monnier era una dona jove que la seva pròpia mare va mantenir captiva durant més de 25 anys.
El 1939, Gide es va convertir en el primer autor viu que es va publicar a la prestigiosa Bibliothèque de la Pléiade
Va marxar de França cap a l'Àfrica l'any 1942 i va viure a Tunis des de desembre de 1942 fins que va ser presa de nou per les forces franceses, britàniques i americanes el maig de 1943 i va poder viatjar a Alger on es va quedar fins al final de la Segona Guerra Mundial. El 1947, va rebre el Premi Nobel de Literatura "pels seus escrits complets i artísticament significatius, en què els problemes i les condicions humanes han se'ls ha presentat un amor sense por a la veritat i una gran visió psicològica". Va dedicar bona part dels seus últims anys a publicar el seu Diari. Gide va morir a París el 19 de febrer de 1951. L'Església Catòlica Romana va col·locar les seves obres a l'Índex de llibres prohibits el 1952.
La seva dona legal, Madeleine Gide, va morir el 1938. Més tard va explorar el seu matrimoni no consumat a Et nunc manet in te, les seves memòries de Madeleine, publicades en anglès als Estats Units el 1952.
Va morir el 1951 a la seva residència de la ciutat de París.

## Homosexualitat
L'any 1895, després de la mort de sa mare Juliette Rondeax, va contraure matrimoni amb la seua cosina Madeleine Rondeax, però el vincle mai no va ser consumat.
El 1916, Marc Allégret, de 16 anys, va esdevenir el seu amant; aquest era fill d'Elie Allegret, testimoni de boda de Gide. Tots dos van fugir a Londres, i l'esposa de Gide, en resposta, va cremar tota la correspondència que havia rebut d'ell; "la millor part de mi," com Gide va comentar més tard. L'any 1918, va conèixer Dorothy Bussy, que va ser la seua amiga durant gairebé trenta anys i que va traduir tota la seua obra a l'anglès. L'any 1923, va tenir una filla amb Maria Van Rysselberghe, filla del seu amic i pintor neoimpressionista belga Théo van Rysselberghe.

## Obra literària
L'any 1891, va publicar les seues primeres poesies, Les Cahiers d'André Walter (Els quaderns d'André Walter). Entre 1893 i 1894, va viatjar pel nord d'Àfrica, on va entaular amistat amb Oscar Wilde a Algèria i, posteriorment, va començar a reconèixer la seua orientació homosexual. L'any 1908, va iniciar la seva col·laboració en la revista literària La Nouvelle Revue Française. No serà, però, fins al final de la Primera Guerra Mundial quan les seues obres aconseguisquen gran renom.
A la dècada del 1920, Gide es va convertir en la inspiració d'escriptors com Albert Camus i Jean-Paul Sartre, sobretot a partir de la publicació de la seva obra La symphonie pastorale (La simfonia Pastoral, 1919). L'any 1923, va publicar un llibre sobre Fiódor Dostoievski, això no obstant, arran de la seua defensa de l'homosexualitat en Corydon (1924), va rebre una ampla condemna. A partir del 1925, va començar a demanar millors condicions per als criminals empresonats, i l'any següent va publicar la seua autobiografia, Si le grain ne meurt (Si la llavor no mor).
Des del juliol del 1926 fins al maig del 1927, va viatjar a l'Àfrica Equatorial francesa amb Marc Allégret. Va visitar l'actual República del Congo, Oubangui-Chari (actual República Centreafricana), Txad i Camerun. En tornar a França, va relatar els seus pelegrinatges en uns diaris que va anomenar Voyage au Congo (Viatge al Congo, 1927) i Le retour de Tchad (Tornada de Txad, 1928). En aquests relats, criticava el comportament dels interessos econòmics francesos al Congo i particularment criticava el règim de grans concessions. Aquest règim acordava quina part de la colònia es concedia a les empreses franceses i en quina zona es podien explotar els recursos naturals, principalment el cautxú. Va relatar, per exemple, com els natius es van veure forçats a deixar els pobles natals durant diverses setmanes per recol·lectar cautxú en el bosc, comparant aquesta explotació a l'esclavitud.
Durant la dècada del 1930, per un breu espai de temps, va convertir-se al comunisme. Un viatge a la Unió Soviètica l'any 1936 en companyia de Pierre Herbart, Jef Last, Louis Guilloux i Eugène Dabit va ser prou revelador de les realitats de la burocràcia soviètica. Arran d'aquesta visita, va publicar dues obres amb les quals va consumar la seua ruptura amb l'estalinisme: Retour de l'URSS (Tornada de l'URSS) i Retouches â mon retour de l'URSS (Retocs a la meua tornada de l'URSS). Tanmateix, això no va impedir que continués amb el seu compromís militant, contra el feixisme i en suport a la Segona República espanyola l'any 1936, implicant-se principalment en la campanya del 1937 a favor dels militants del POUM.
Tot i això, els aspectes polítics de l'obra de Gide són marginals. És a través de les seues obres de creació i, més encara, per la seua obra autobiogràfica com l'escriptor aconsegueix reconciliar les dues personalitats que una educació rigorosa i una moral social massa estreta havien separat: l'homosexual àvid de gaudis acaba, sens dubte, per no sentir-se avergonyit davant del protestant auster i refinat. Tots dos es van realitzar harmoniosament sota la mirada d'una època que ja no pensava massa a alarmar-se.
La seua correspondència amb Paul Valéry i Roger Martin du Gard és d'un valor excepcional. La primera mostra un Gide molt impressionat per la potència de Valéry i la segona mostra, ben al contrari, unes relacions molt cordials d'igual a igual. Totes dues constitueixen una documentació important per a comprendre la seua època. Durant la Segona Guerra Mundial va traslladar-se a Àfrica, i hi va viure fins al final de la guerra.
L'any 1947, li fou atorgat el Premi Nobel de Literatura «pels seus escrits comprensius i artísticament significatius, en els quals els problemes i condicions humanes s'han presentat amb un amor audaç a la veritat i la penetració psicològica afilada». El 1948, l'Església catòlica va incloure les seues obres dins de l'Índex de Llibres Prohibits.

## Llista parcial de les seues obres
| - 1891: Les cahiers d'André Walter - 1891: Le traité du Narcisse - 1892: Les poésies d'André Walter - 1893: Le voyage d'Urien - 1893: La tentative amoureuse - 1895: Paludes - 1897: Réflexions sur quelques points de littérature - 1897: Les nourritures terrestres - 1897: Feuilles de route 1895-1896 - 1898: El Hadj - 1899: Prometeu mal encadenat ("Le Prométhée mal enchaîné") - 1899: Philoctète - 1900: Lettres à Angèle - 1900: De l'influence en littérature - 1901: Le roi Candaule - 1901: Les limites de l'art - 1902: L'immoraliste - 1903: De l'importance du public - 1903: Prétextes - 1906: Amyntas - 1907: Le retour de l'enfant prodigue - 1908: Dostoïevsky d'après sa correspondence - 1909: La porte étroite - 1910: Oscar Wilde - 1911: Nouveaux prétextes - 1911: Charles-Louis-Philippe - 1911: C. R. D. N. - 1911: Isabelle - 1912: Bethsabé - 1914: Souvenirs de la Cour d'Assises - 1914: Les caves du Vatican - 1919: La symphonie pastorale | - 1920: Corydon - 1922: Numquid et tu.. .? - 1923: Dostoïevsky - 1924: Incidences - 1925: Caractères - 1925: Les faux-monnayeurs - 1926: Si le grain ne meurt - 1926: Le journal des faux-monnayeurs - 1927: Dindiki - 1927: Voyage au Congo - 1928: Le retour de Tchad - 1929: L'école des femmes - 1929: Essai sur Montaigne - 1929: Un esprit non prévenu - 1930: Robert - 1930: La séquestrée de Poitiers - 1930: L'affaire Redureau - 1931: Œdipe - 1934: Perséphone - 1935: Les nouvelles nourritures - 1936: Geneviève - 1936: Retour de l'U.R.S.S. - 1937: Retouches â mon retour de l'U.R.S.S. - 1938: Notes sur Chopin - 1939: Journal 1889-1939 - 1941: Découvrons Henri Michaux - 1946: Thésée - 1946: Le retour - 1947: Paul Valéry - 1947: Le procès - 1947: L'arbitraire - 1948: Eloges - 1950: Littérature engagée |

## Reconeixements
En honor seu, s'anomenà l'asteroide (11.298) Gide, descobert el 2 de setembre del 1992 per Eric Walter Elst.